# Bataille de Chester
La bataille de Chester se déroule au début du VIIe siècle, probablement vers 616, près de la ville de Chester, en Angleterre. Elle oppose les Anglo-Saxons menés par le roi Æthelfrith de Northumbrie aux Bretons du royaume de Powys et se solde par la victoire des premiers.

## Déroulement
Le moine et chroniqueur northumbrien Bède le Vénérable évoque cet affrontement dans son Histoire ecclésiastique du peuple anglais. Il affirme que les Bretons sont accompagnés sur le champ de bataille par un grand nombre de moines de Bangor-on-Dee, venus prier pour les soldats. Une partie des troupes bretonnes, menées par un certain Brocmail, sont chargées d'assurer leur protection. Æthelfrith ordonne à ses soldats d'attaquer ces moines en premier. Brocmail et ses hommes s'enfuient devant la charge anglaise, laissant les moines se faire massacrer. Bède affirme que 1 200 d'entre eux sont tués et 50 seulement parviennent à s'enfuir. Il interprète ces événements comme un châtiment divin pour le refus du clergé breton d'assister la mission grégorienne dans la christianisation des Anglo-Saxons quelques années auparavant. Le chef de la mission, Augustin de Cantorbéry, leur aurait prédit ce massacre.
Les Annales Cambriae, compilées au pays de Galles au Xe siècle, indiquent qu'un dénommé « Selyf, fils de Cynan » est tué à la bataille de Chester. Il s'agit de Selyf Sarffgadau, souverain du royaume gallois de Powys. Il est possible que le Brocmail dont parle Bède ne soit autre que Brochwel Ysgythrog, le grand-père de Selyf : l'historienne Nora K. Chadwick avance la possibilité qu'il ait abdiqué pour se retirer à l'abbaye de Bangor, ce qui expliquerait pourquoi il était chargé d'en défendre les moines.
La bataille est également mentionnée de manière laconique dans les annales irlandaises. Les Annales de Tigernach se distinguent en citant un autre souverain breton tué au combat, « Cetula », et en précisant qu'Æthelfrith trouve la mort peu de temps après. Il faut peut-être identifier Cetula à Cadwal Crisban, souverain du petit royaume gallois de Rhos.

## Date
Bède ne donne pas de date pour la bataille. La Chronique anglo-saxonne la situe en 605, mais il s'agit d'une déduction erronée de son ou ses compilateurs à partir de Bède. Dans les Annales Cambriae, elle figure sous l'année 613. Les Annales d'Ulster la datent aussi de 613, mais les Annales d'Inisfallen de 614 et les Annales de Tigernach, de 611 ou 616.
Les historiens modernes placent généralement la bataille de Chester en 616 ou dans la fenêtre 613 × 616.

## Lieu
Bède indique que la bataille se déroule « dans un endroit intitulé la Cité des Légions, que le peuple des Angles appelle Legacaestir, et les Bretons Caerlegion ». Des fouilles archéologiques menées au début des années 2000 à Heronbridge, à 2,5 km au sud du centre-ville de Chester, ont mis au jour des traces de fortifications en terre (fossé et remblai) datant du VIIe siècle, ainsi qu'un cimetière d'inhumation de la même époque interprété comme une fosse commune pour les soldats northumbriens tués lors de la bataille.

## Conséquences
Plusieurs historiens des XIXe et XXe siècle considèrent la bataille de Chester comme une avancée cruciale dans la colonisation de la Grande-Bretagne par les Anglo-Saxons, qui marquerait leur progression jusqu'aux rives de la mer d'Irlande et la séparation entre les Bretons du Nord (Hen Ogledd) et de l'Ouest (le futur pays de Galles). En réalité, la bataille n'a vraisemblablement pas eu une telle importance, à en juger par la rareté des traces d'une présence anglo-saxonne dans le Cheshire et le Lancashire à cette époque.

### Sources primaires
- Bède le Vénérable (trad. Philippe Delaveau), Histoire ecclésiastique du peuple anglais, Gallimard, coll. « L'Aube des peuples », 1995, 399 p. (ISBN 2-07-073015-8).
- (en) Michael Swanton (trad.), The Anglo-Saxon Chronicle, Routledge, 1996 (ISBN 0-415-92129-5).

### Sources secondaires
- (en) Nora K. Chadwick, « The Battle of Chester : A Study of Sources », dans Celt and Saxon : Studies in the Early British Border, Cambridge, Cambridge University Press, 1963.
- (en) Sean Davies, « The Battle of Chester and Warfare in Post-Roman Britain », History, vol. 95, no 2,‎ avril 2010, p. 143-158 (JSTOR 24428809).
- (en) Nicholas J. Higham, « King Cearl, the battle of Chester and the origins of the Mercian “overkingship” », Midland History, vol. 27,‎ 1992, p. 1-15 (DOI 10.1179/mdh.1992.17.1.1).
- (en) John T. Koch, « Caer (Chester), battle of », dans John T. Koch, Celtic Culture: A Historical Encyclopedia, ABC-CLIO, 2006 (ISBN 9781851094400).